# Max G Baumann
Max Baumann (Kronach, Alta Franconia, 20 de novembre, 1917 - Berlín, 17 de juliol, 1899), va ser un compositor, educador musical, i director de cor alemany, així com el gran alumne de Max Reger.

## Biografia
Max Georg Baumann era fill del professor de música Georg Max Baumann (1864–1947) i va rebre les seves primeres lliçons de música a casa dels seus pares. Va començar la seva formació musical a l'Institut de Música Görlach a Halle, continuant els seus estudis privats amb Otto Dunkelberg durant el seu temps com a músic militar a Passau. Després va estudiar direcció, piano i trombó així com composició a Berlín sota les condicions del nacionalsocialisme a la Universitat de Música amb l'estudiant de Paul Hindemith, Konrad Friedrich Noetel, més tard amb Boris Blacher.
De 1947 a 1949 va ser director de cor i director adjunt a l'òpera de Stralsund. Des de 1946 fins a la seva jubilació el 1978, Baumann va ensenyar primer piano i després principalment composició musical a la Universitat de Música de Berlín i va dirigir el "Collegium musicum vocale i instrumentale". El 1960 va ser nomenat professor.
El 1955 es va convertir al catolicisme romà. Va seguir una llarga sèrie d'obres de música d'església. La trobada amb l'organista francès Jean Guillou a Berlín a principis dels anys seixanta va fer que Baumann, que abans no havia compost per a l'orgue, s'ocupés d'aquest instrument i el 1962 va escriure Invocation op 67 núm. 5, Trois pièces brèves op 67 núm. 6 i Psalmi op 67 núm. 2. Aquestes tres obres van ser estrenadas per Jean Guillou el 20 de gener de 1963 en un concert a St. Matthias a Berlín-Schöneberg. Baumann també va aparèixer com a director de cor i va ser director interí del cor de la catedral de Catedral de Santa Eduvigis de Berlín després de la mort de Karl Forster el 1963. Va viure a Berlín fins a la seva mort.
El treball compositiu de Baumann engloba gairebé tots els gèneres musicals, però la música d'orgue i sobretot la música vocal sacra ocupen una gran part de la seva obra. Aquest últim va des de cançons senzilles a veus iguals fins a misses i motets fins a obres corals de llarga durada com la Passió op 63 (1959) o l'oratori Resurrecció op 94 (1980) a partir de textos de la Sagrada Escriptura i la litúrgia. La seva amistat amb l'abat Urbanus Bomm von Maria Laach i amb el prelat Johannes Overath va tenir una influència significativa en la seva actitud intel·lectual i la seva obra.
Max Baumann va morir el 17 de juliol de 1999 a Berlín als 81 anys. El departament de música de la Biblioteca Estatal de Berlín ja havia adquirit parts del seu extens patrimoni artístic tres anys abans. Pocs mesos després de la seva mort, es va fundar a Berlín la "Max Baumann Society", que pretén mantenir permanentment viva l'obra del compositor. Dóna suport a les actuacions de concerts previstes i les reimpressions en editorials musicals, enregistraments en CD i treballs científics sobre Baumann. El cofundador i president de la societat és la musicòloga i compositora Adelheid Geck, que va ser coeditora de la publicació commemorativa el 1992 per commemorar el 75è any de Baumann.

## Premis (selecció)
- 1953: Premi d'Art de Berlín (des de 1970: Premi d'Art de Berlín)
- 1963: Prix Italia, per la cantata dramàtica Libertas cruciata, la primera obra estereofònica
- 1977: Medalla d'or "per serveis especials" del districte de Kronach
- 1977: Medalla d'Or Orlando di Lasso de l'Associació General Cecilia
- 1986: Comandant de l'Orde de Sant Gregori el Gran amb Estrella, nomenat pel papa Joan Pau II.

## Obres (selecció)
- Ankunft des Herrn op. 66 (1959), Cicle d'Advent per a cor mixt de 4-8 veus
- Invocation op. 67 Nr. 5 per a orgue
- Trois pièces brèves op. 67 Nr. 6 per a orgue
- Psalmi op. 67 Nr. 2 per a orgue
- Auferstehung op. 94 (1980) per a soprano, baríton, baix, altaveu, orador, cor parlant, cor i gran orquestra simfònica
- Change of Scenes op. 83 (1968) per a flauta travessera i piano
- Concertino per a flauta de bec, guitarra i orquestra de corda op. 38 Nr. 2
- Crucifixus. Stabat-mater-Meditation per a soprano, cor i orquestra op. 89
- Deutsche Vesper op. 64 (1960) per a soprano, narrador ad libitum, cor i orquestra
- Duo op. 62,1 (1958) per a violoncel i guitarra
- Drei Duos op. 40 (1953) per a 2 violins
- Drei kleine Klavierstücke op. 35 (um 1954)
- Fünf Gesänge op. 9 (1947) per a baríton i piano
- Concert per a piano i orquestra op. 36 (1953)
- Concert per a orgue, cordes i timbals op. 70 (1964)
- Libertas cruciata. Cantata dramàtica, op 71 (1963) per a solistes, narradors, cor parlant, cor i gran orquestra.
- Octet per a cordes, clarinet, fagot i corn op. 72 (1964)
- Orchester-Variationen op. 29 (1951)
- Passion basat en textos de la Sagrada Escriptura i la litúrgia, op 63 (1959) per a soprano, baríton, narrador, cor, cor parlant i orquestra.
- Pater noster op. 51 (1955) per a cor mixt
- Pélleas und Mélisande. Ballet (de Maurice Maeterlinck) op. 44 (1954)
- Perspektiven I op. 55 (1957) per a gran orquestra
- Schutzengel-Messe op. 50 (1955) per a cor mixt (orgue ad lib.)
- Serenata danzante italiana per a orquestra de corda
- Simfonia Nr. 1 op. 14 (1949)
- Simfonia Nr. 2 op. 15 (1950)
- Sonata per a violoncel i piano op. 8 (1947)
- Sonatina op. 13 (1949) per a violí i piano
- Sonatina per a orgue op. 74 (1963)
- Quartet de corda Nr. 3 op. 33 (1953)
- Tafelmusik per a orquestra pinçada